# 팔레나 (칠레)
팔레나(스페인어: Palena)는 칠레 로스라고스 주 팔레나 현의 코무나이다.